# 小林恒人
小林 恒人（こばやし つねと、1938年1月22日 - 2020年2月18日）は、日本の政治家。衆議院議員（4期）。従四位。

## 略歴
川西農業高校卒業後、国鉄釧路鉄道管理局に入局。のち国労札幌地方本部副委員長を務め、本籍地および住民票を小樽市に移した。
島本虎三の勇退に伴い、1979年10月の第35回衆議院議員総選挙で日本社会党公認で北海道1区から立候補したが落選。翌1980年6月の第36回衆議院議員総選挙で初当選を果たした。得票数は同じ北海道1区で立候補した社会党の現職、横路孝弘を上回った。1983年12月第37回衆議院議員総選挙、1986年7月第38回衆議院議員総選挙、1990年2月第39回衆議院議員総選挙でも再選された。
体調不良を理由に、1993年6月の衆議院解散と同時に引退し、地盤は小樽市議の池田隆一が継承した。1999年4月統一地方選挙では赤井川村長選挙に立候補するが次点で敗れた。2003年北海道知事選や衆院選では、鉢呂吉雄を全面的に支援した。2008年11月に旭日中綬章を受章した。
2020年2月18日、肺炎のため死去。82歳没。死没日をもって従四位に叙される。